# Dasychira albacosta
Dasychira albacosta är en fjärilsart som beskrevs av Swinhoe 1923. Dasychira albacosta ingår i släktet Dasychira och familjen tofsspinnare. Inga underarter finns listade i Catalogue of Life.